# Gunung Bonpuri
El Gunung Bonpuri (Hangul: 군웅 본풀이), literalmente Crónica de los Dioses de la Guerra, es un mito coreano sobre los Gunungsin, las deidades de la guerra. Comparte una gran semejanza con el mito Jakjaegeon del siglo IX.

## Argumento
Hace mucho tiempo, los Reyes Dragón del Mar del Este y del Mar del Oeste lucharon en una guerra sangrienta para obtener el control sobre el mar. El Mar del Este estaba perdiendo la guerra constantemente. Para ganar la guerra, el Rey Dragón del Mar del Este ordenó a su hijo, Choribdongi, que trajera a Wang Janggun (Rey General), un gigante nacido como el hijo de Cheonhwang Jeseok, una de las deidades menores del cielo, y Jihwang Jeseok, una de las diosas menores de la tierra. La altura de Wang Janggun era de tres metros, y sus brazos y piernas eran de hierro. Su cara estaba roja, y la llama brototaba de sus ojos. Cuando Choribdongi conoció a Wang Janggun, estaba cortando un árbol increíblemente grueso. Cuando el árbol cayó, el sonido sacudió toda la tierra.
Choribdongi le dijo que si Wang Janggun fuera con él al Palacio del Dragón, podría controlar todos los tesoros del mar. Sin embargo, Wang Janggun tenía hidrofobia y se negó a ir. Choribdongi dijo entonces que si venía, tendría el puesto más alto en el gobierno. Nuevamente, se negó. Finalmente, le prometió que si venía, podría casarse con la hija del Rey Dragón. Wang Janggun aceptó, pero estaba preocupado porque era un hidrófobo. Choribdongi dijo que crearía un camino a través del agua y debería asegurarse de estar con él.
Choribdongi hizo un camino sin agua bajo el agua, y Wang Janggun se encontró con el Rey Dragón del Mar del Este. Este le contó que se retiraría tácticamente en la batalla con el Rey Dragón del Mar del Oeste y que, unos días después, cuando el Rey Dragón del Mar del Oeste saltara ante la alegría de finalmente derrotar a su adversario. Wang Janggun tendría que dispararle a la escama dorada debajo de la oreja.
Después de una larga batalla entre los dos Reyes Dragón, el Rey Dragón del Mar del Este se retiró profundamente en los océanos y el Rey Dragón del Mar del Oeste rugió y saltó de alegría. Mientras lo hacía, Wang Janggun derribó al Rey Dragón del Mar del Oeste con su arco y flecha. Su escama era tan dura que ni siquiera podía ser destruida por un rayo; pero sin embargo, Wang Janggun la atravesó con nada más que su fuerza.
Tras la muerte del Rey Dragón y la destrucción de su reino submarino, el Rey Dragón del Mar del Este prometió que Wang Janggun podría tomar cualquier objeto. Choribdongi le susurró que su hermana estaba cuidadosamente escondida dentro de una vieja caja de escrituras. Wang Janggun dijo que quería la caja, y debido a su promesa, el Rey Dragón tuvo que renunciar a su hija.
Wang Jangun regresó a casa con la caja y reanudó la tala. Cada vez que regresaba de talar, una exquisita comida estaba preparada. Un día, se escondió detrás de un árbol y observó a la persona que cocinaba la comida. Era la hija del Rey Dragón del Mar del Este. Wang Janggun entró corriendo y le propuso matrimonio. Ella aceptó su oferta, y tuvieron tres hijos; Wang Geon, Wang Bin y Wang Sarang.
Un día, la hija del Rey Dragón regresó al Palacio del Dragón, dejando a su esposo e hijos como Gunungshin, las deidades de la guerra. El padre, Wang Janggun, se convirtió en Gunungshin de China, y sus tres hijos se convirtieron en Gunungshin de Manchuria, Japón y Corea. Los Gunungshin deciden qué lado ganará una batalla, y para ganar, el ejército debe servir devotamente a los respectivos Gunungshin de su nación.

## Relación con otros mitos
El mito de Gunung Bonpuri, compilado por un mitógrafo japonés a principios del siglo XX (otras versiones son solo un árbol genealógico de los Gunungshin), comparte gran parte de su trama con el mito de Geotaji y el mito de Jakjaegeon del siglo IX.
En el mito de Geotaji, un hombre llamado Geotaji mata a un monje con un arco a petición de un Gwishin, o fantasma. El Gwishin le permite a Geotaji casarse con su hija, y ambos viven felices para siempre. Este mito es similar al Gunung Bonpuri en que un hombre mata con un arco a petición de un ser sobrenatural.
En el mito de Jakjaegeon, más conocido, una parte del mito fundador de la dinastía Goryeo, Jakjaegeon mata a un viejo Gwishin con un arco a petición del Rey Dragón del Mar del Oeste, quien se le aparece en un sueño. El Rey Dragón le otorga a su hija en gratitud y le dice a que su nieto (el Rey Taejo de Goryeo) será el rey. Jakjaegeon tiene cuatro hijos, de los cuales el mayor es Yong Geon, el padre del rey Taejo de Goryeo. Pero, un día, cuando Jakjaegeon ve a su esposa bañándose, ella lo abandona.
Este otro mito también es muy similar al Gunung Bonpuri. Un ser sobrenatural es asesinado con el arco djel personaje principal a petición de un Rey Dragón, que entrega a su hija para casarse con el. Los nombres de los hijos mayores son similares: Yong Geon y Wang Geon.  Además, Wang Geon es el nombre del rey Taejo de Goryeo. El apellido de Wang Janggun coincide con el apellido de la familia imperial de la dinastía Goryeo, 'Wang'.
Por la similitud del mito de Jakjaegeon y el Gunung Bonpuri, según los mitólogos coreanos, es probable que los chamanes hayan adoptado el mito de Jakjaegeon para su propio uso, o que la familia imperial Goryeo haya adoptado el mito de Gunung Bonpuri para su propio uso.